# 뢱팅

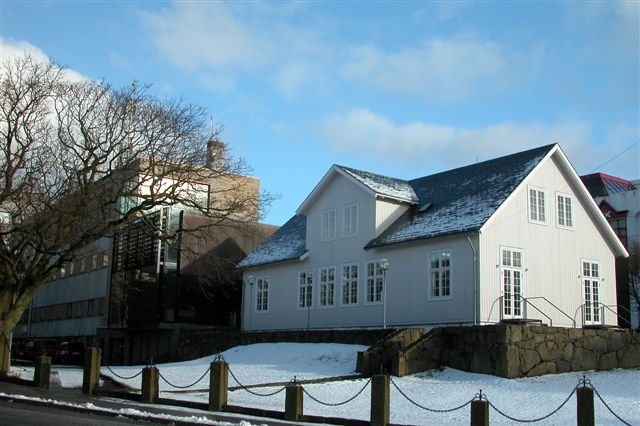

뢱팅(페로어: Løgting)은 페로 제도의 입법부이다.

## 같이 보기
- 덴마크의 정치
- 덴마크 의회